# 抱茎风毛菊
抱茎风毛菊（学名：Saussurea chingiana）为菊科风毛菊属的植物，是中国的特有植物。分布在中国大陆的青海、甘肃等地，生长于海拔2,500米至3,100米的地区，常生于路边、杨树林下或沟堤，目前尚未由人工引种栽培。

## 别名
冷风菊（榆中）